# 12470 Pinotti
12470 Pinotti (1997 BC9) là một tiểu hành tinh vành đai chính được phát hiện ngày 31 tháng 1 năm 1997 bởi M. Tombelli ở Cima Ekar.